# 邢奭
邢奭，山西定襄人，明朝政治人物，举人出身。

## 生平
洪武三年，山西乡试中举。后担任武功縣知縣。